# Александровка (Новоусманский район)
Алекса́ндровка — село в Новоусманском районе Воронежской области. Входит в состав Отрадненского сельского поселения.

## География
В связи с близостью к Воронежу и хорошей экологией, в селе ведётся активное строительство коттеджей.

## Население
| 2005 | 2008 | 2010 | 2021  |
| ---- | ---- | ---- | ----- |
| 470  | ↘457 | ↗550 | ↗1370 |

## Уличная сеть
| - ул. Абрикосовая - ул. Александровская - ул. Арсенальная - ул. Виноградная - ул. Вишнёвая - ул. Воронежская - ул. Гагарина - ул. Газовая - ул. Грушевая | - ул. Домостроителей - ул. Кольцовская - ул. Левобережная - ул. Лермонтова - ул. Лесная - ул. Ломоносова - ул. Молодёжная - ул. Никольская - ул. Острогожская | - ул. Полевая - ул. Пригородная - ул. Придонская - ул. Ростовская - ул. Сибирская - ул. Сосновая - ул. Студенческая - ул. Центральная - ул. Юбилейная | - ул. Яблочная - пер. Александровский - пер. Арсенальный - пер. Воронежский - пер. Газовый - пер. Полевой - пер. Пригородный - пер. Ростовский |